# Changis-sur-Marne
Changis-sur-Marne è un comune francese di 1 078 abitanti situato nel dipartimento di Senna e Marna nella regione dell'Île-de-France.

## Storia

### Simboli
Lo stemma è stato adottato nel dicembre del 1998.

## Società

### Evoluzione demografica
Abitanti censiti